# سوووینیتسا
سوووینیتسا (به صربی: Suvojnica) یک منطقهٔ مسکونی در صربستان است که در سوردولیکا واقع شده‌است. سوووینیتسا ۹۲۶ نفر جمعیت دارد.